# Opel Laubfrosch
El Opel 4 CV, conocido popularmente como Laubfrosch (rana arbórea), es un pequeño coche biplaza introducido por el fabricante de automóviles Opel a principios de 1924. Posteriormente se produjeron varias versiones del pequeño Laubfrosch hasta que fue sustituido por el Opel de 1,2 litros .
Presentado inicialmente como Opel 4/12 CV y fabricado en la planta de Opel en Rüsselsheim, fue el primer automóvil alemán ensamblado en una línea de producción inspirada en Ford. Estaba dirigido al segmento inferior del mercado automovilístico alemán y claramente destinado, según los estándares de la época, a una producción en volumen: se vendió bastante, con 119 484 vehículos manufacturados al terminar su producción de Laubfrosch en junio de 1931.

## El nombre
El nombre oficial hacía referencia al hecho de que el tamaño del motor del coche le otorgaba una potencia fiscal de 4 caballos de fuerza. Cuando se utiliza un nombre de dos cifras, como en 4/12, el segundo número es la potencia real declarada.
Los orígenes del sobrenombre Laubfrosch no están del todo claros, pero pueden referirse al hecho de que Opel pintaba todos los primeros coches de verde, que por tradición es un color de suerte en Alemania. El énfasis en el color verde también sirvió para diferenciar el coche del Citroën 5 CV de forma similar, que normalmente aparecía pintado de amarillo y, por lo tanto, a veces se le conocía como Citron (limón).

## Cronología

### 1924 a 1925: Opel 4 / 12 CV
La producción en serie comenzó en mayo de 1924. Inicialmente solo se ofrecía un tipo de carrocería, un sencillo cabriolé de dos puertas, y todos los coches eran verdes. Su precio de 4500 marcos era competitivo y el rendimiento, para un coche pequeño y económico, era bueno. Siguieron la demanda de los coches y la publicidad positiva, junto con el cariñoso apodo «Laubfrosch».
El automóvil tenía un motor de válvulas laterales termosifón refrigerado por agua de cuatro cilindros con una potencia máxima declarada de 12 CV (8,8 kW) a 2.200 rpm y una velocidad máxima de 66 kilómetros por hora (41 mph). La transmisión pasaba a través de una transmisión de tres velocidades a las ruedas traseras. Resulta alarmante desde la perspectiva del siglo XXI que el depósito de combustible del Laubfrosch estuviera alojado junto con el motor bajo el capó.
El freno de pie operaba mecánicamente en el eje de transmisión mientras que un freno de mano operaba por cable aplicando potencia de frenado a las ruedas traseras. La distancia entre ejes de estos primeros coches era de 2255 mm (88,8 plg) . 
El 4/12 CV se produjo entre 1924 y 1925, con algunas modificaciones para el segundo año, incluida una nueva parte trasera estilo «culo de barco» y un cambio con respecto a los frenos, de modo que en 1925 fue el pedal del freno que operaba a través de un varillaje de cable en las ruedas traseras y el freno de mano que operaba a través de un varillaje mecánico directamente en el eje de transmisión.

### 1924 a 1926: Opel 4 / 14 CV
En otoño de 1924, algunos meses después del lanzamiento del 4/12 CV, Opel presentó el 4/14 con una distancia entre ejes ligeramente mayor, un motor más grande y una gama de carrocerías más amplia.
La arquitectura del motor y la longitud de carrera de los cilindros no se modificaron, pero el diámetro se incrementó en 2 mm (0,1 plg), dando una cilindrada de 1018 cc y una potencia máxima a 14 CV (10.3 kW) a 2500 rpm. La velocidad máxima indicada se mantuvo sin cambios, pero la distancia entre ejes se incrementó en 355 mm (14,0 plg) a 2510 mm (98,8 plg) y estuvieron disponibles nuevas carrocerías más grandes. Otra afirmación del 4/14 CV fue que incorporaba frenos mejorados.
Se ofrecieron carrocerías de tres plazas, con el tercer asiento colocado detrás de los dos delanteros, y se podía elegir la carrocería entre una berlina «limusina» cerrada y una carrocería abierta. Desde 1925 los coches con una distancia entre ejes de 2510 milímetros (98,8 pulgadas) estaban disponibles con carrocería biplaza y, por primera vez en un Laubfrosch, con carrocería de cuatro plazas. También se diseñó una pequeña furgoneta de reparto. Ahora los coches no estaban disponibles solo en verde. Aquellos que tenían carrocería «limusina» de tres plazas se entregaron en gris acero con techo negro, mientras que las variantes de furgoneta de reparto eran marrón rojizo.

### 1927 a 1928: Opel 4 / 16 CV
Las mejoras anunciadas en noviembre de 1926 incluyeron más potencia para el motor de 1018 cc que ya era estándar en toda la gama Laubfrosch. Con una salida máxima de 16 CV (11,8 kW) a 2800 rpm, lo que supuso un pequeño aumento en la relación de compresión y un cambio en las especificaciones del carburador. La velocidad máxima declarada aumentó a 70 kilómetros por hora (44 mph). También hubo un aumento en la gama de tipos de carrocería ofrecidos junto con algunos cambios menores de estilo.
Por primera vez el funcionamiento del freno de pie, siempre mediante un varillaje de cable, funcionaba en las cuatro ruedas y también se modificó el sistema de suspensión. El volante se movió del lado derecho al izquierdo, reflejando una tendencia más general en Europa en ese momento. El tapón de llenado de combustible que hasta ahora se había colocado centralmente entre la parte trasera del capó y la base del parabrisas ahora se reposicionó a la zona inferior del capó.
En otoño de 1927 se modificaron las relaciones de la primera y segunda marcha y el coche recibió un radiador estilo «Packard» ligeramente más extravagante.

### 1929 a 1931: Opel 4/20 CV
A finales de 1928, la potencia máxima declarada del motor aumentó a 20 CV (14,7 kW) a 3500 rpm que elevó la velocidad máxima indicada hasta 77 kilómetros por hora (48 mph). Esto estuvo acompañado de un nuevo cambio en las especificaciones del carburador. Las carrocerías de tres plazas ya habían desaparecido de la lista, pero en 1930 se introdujo un nuevo descapotable 2+2.

## Comercial
El 4 CV marcó el comienzo de la era de la motorización masiva en Alemania y en su lanzamiento tenía un precio atractivo de 4500 marcos. En 1930, Opel había producido 100 000 de estos coches: los costes de inversión inicial probablemente ya se habían amortizado, ya que el precio de venta había bajado a 1990 marcos. Este fue un período de deflación para las principales economías europeas, pero incluso en términos monetarios reales, el Laubfrosch se volvió sustancialmente más barato durante su ciclo de producción. El precio del primer automóvil producido en masa en Alemania podía alcanzar los volúmenes que, en 1930, habían convertido a Opel en el principal productor de automóviles en volumen de Alemania. Es casi seguro que debido al éxito del automóvil y a las instalaciones de producción de última generación en Rüsselsheim, General Motors compró en 1929 una participación del 80 % (que posteriormente aumentó al 100 %) en el negocio automovilístico de la familia Opel.

## Presunto plagio
Es posible que la planta de Opel en Rüsselsheim contuviera el primer sistema de ensamblaje en línea de producción de automóviles en Alemania, pero la primera línea de producción de automóviles en Europa fue creada por André Citroën, quien inicialmente adoptó el sistema de Henry Ford para la producción de municiones y posteriormente aplicó la técnica a la producción. del Citroën Tipo A. Opel no solo tomó el sistema de producción de Citroën. El Opel biplaza de 4 CV cuando se lanzó en 1924 tenía un asombroso parecido con el pequeño Citroën de 5 CV con carrocería Torpedo que se había lanzado en 1921. Las fuentes difieren en cuanto a si Opel compró el derecho de montar el Citroën bajo licencia o simplemente copió el diseño.